# Katawixi
Katawixi (Katawisí, Catawishi, Katauixi, Catauichi, Catauxy, Cataukins, Cathauichys), jedno od plemena Catuquinean Indijanaca nastanjenih u brazilskoj državi Amazonas na rijeci río Jacareúba pritoci Purusa, općina Canutama. Njihovo selo na rijeci Mucuim, također je napušteno. Katawixi su nekoć bili brojan narod koji se rasipao duž Purusa i njegovih pritoka, ostaci im danas žive na rezervatu Caititu, a 1986. (prema SIL-u) još svega deset ljudi govori materinskim jezikom.

## Vanjske poveznice
- Isolated Indians  Arhivirana inačica izvorne stranice od 15. listopada 2007. (Wayback Machine)
- Katukina  Arhivirana inačica izvorne stranice od 9. veljače 2012. (Wayback Machine)